# Греческий колпак

Греческий колпак, XIII—XIV в., Оружейная палата. 2,4 кг.

Гре́ческий колпа́к — тип шлема, имевшего хождение в Византии предположительно в X—XV веках.
Это был шлем цилиндроконической формы с довольно широкими полями. Кроме Византии, применялся в южнославянских, реже — в некоторых других странах. Возможна связь греческих колпаков и европейских шапелей. Данный тип имел хождение и на Руси, о чём, в частности, свидетельствуют изобразительные источники — печать Ивана Ереминича из Новгорода (начало XIV века), а также миниатюра Радзивилловской летописи (на которой изображён Андрей Боголюбский); но встречался редко. Лицо было открытым, но шлем мог комбинироваться с бармицей.
Данный тип известен только по одному образцу, хранящемуся в Оружейной палате, и датируемому XIII—XIV веком. О нём сказано в описи 1687 года: «Шапка с Деисусом железная, травы мелкие наведены золотом и серебром. Ветха, не вооружена. По нынешней переписи 1687 года и по осмотру, та шапка против прежних переписных книг сошлась. Цена шестьдесят рублев, а в прежней описной книге написана пятая». Этот колпак выкован из железа, декорирован серебряной насечкой и золочением. По венцу изображения с греческими надписями: Вседержителя, Богородицы, Иоанна Крестителя, двух Ангелов-Хранителей, двух Херувимов и двух Евангелистов, посреди которых лик св. Николая Чудотворца.
Похожий шлем был также найден в кочевническом погребении на территории Южной Украины и был датирован В. Прохоровым IX веком, однако более вероятна датировка XIII—XIV век. Шлем утерян; судя по прорисовке, он был очень схож со шлемом из Оружейной палаты и отличался конструкцией полей.